# Mía Cueva
Mía Zazil Cueva Lobato (Guadalajara, 21 gennaio 2011) è una tuffatrice messicana.

## Biografia
Nel 2025, a quattordici anni, sale sul terzo gradino del podio nel sincro 3 metri ai mondiali di Singapore insieme alla sorella gemella Lía.

## Palmarès
- Mondiali

Singapore 2025: bronzo nel sincro 3m.